# Німецька політика стосовно біженців
Термін Flüchtlingspolitik стосується законодавчих положень і поводження з біженцями та шукачами притулку, які бажають потрапити в країну та згодом залишитися там протягом тривалого періоду часу, у цьому випадку Німеччини та її держав-попередників.

## XVIII століття і раніше
Відповідно до принципу Cuius regio, eius religio («чиє царство, того й релігія»), перший тип релігійних біженців з'явився у Священній Римській імперії після Аугсбурзького миру. Ці біженці належали до «неправильної» конфесії, тому втікали до держав, які очолювали суверенні правителі, які поділяли їхні релігійні переконання.
Бранденбурзьке маркграфство втратило під час тієї війни половину своїх жителів; Уккермарк втратив ще більше, 90 %. Щоб компенсувати цю втрату, країна стала залежною від імміграції. Оцінивши стан економіки, наймали майстрів і кваліфікованих робітників сільського господарства. Приймали також людей, які були змушені покинути рідну землю з релігійних мотивів. Через Потсдамський едикт Бранденбург прийняв гугенотів, яких вигнали з Франції. Пізніші території, якими правили родичі прусського короля, також прийняли їх: наприклад, з Бранденбург-Ансбаського маркграфства.
До Едикту про толерантність 1782 року релігійні біженці з імперії Габсбургів переселялися в інші протестантські райони Священної Римської імперії. Під час Французької революції учасники французької контрреволюції втекли на німецькомовні території. Перша хвиля еміграції відбулася після подій липня та серпня 1789 року. Влітку 1789 року емігрувало переважно високе дворянство, особливо родичі короля, а також представники вищого духовенства та військового керівництва. У зв'язку зі скасуванням феодального ладу та скасуванням Цивільної конституції духовенства влітку 1790 р. виникла друга хвиля емігрантів. Знову ж таки, це складалося переважно з дворянства, духовенства та військової старшини. Третя хвиля еміграції почалася незабаром після 21 червня 1791 року, коли король Людовик XIV намагався втекти до Варенна.
Друга основна фаза еміграції відбулася після вересневих масових вбивств у 1792 році та посилення радикалізації революції після страти короля в 1793 році. Серед них було багато колишніх прихильників революції, в тому числі жирондистів, які на той час відкололися від нового керівництва в Парижі або стали жертвами політичного переслідування. Повстання зазнало поразки від Наполеона та його військ і спричинило переворот 18 Фруктідора (4 вересня 1797 р.).

## Імперія і Веймарська республіка
Під час Німецької імперії та Веймарської республіки Німеччина була однією з найбільш затребуваних євреями країн, які рятувалися від насильства та дискримінації у східній, центральній та південно-східній Європі. Перша велика хвиля єврейських біженців зі сходу до Німеччини була результатом російської революції та контрреволюції 1904–1905 років. Під час Першої світової війни, яка перетворила Польщу на зону бойових дій, була друга велика хвиля єврейських іммігрантів зі Сходу. Через блокаду держав Антанти ця хвиля охопила переважно Центральну Європу, Німеччину та Австрію. «До Відня та Берліна втекли сотні тисяч польських євреїв: діти чужої культури, які розмовляли чужою мовою, дотримувалися чужих звичаїв і вірувань». Здебільшого вони були змушені приїхати як біженці без будь-яких імен і просто намагалися добути собі на життя будь-якими можливими способами. Немає ознак будь-якої кореляції між євреями зі Східної Європи та зростанням рівня злочинності. Історик Анне-Крістін Сасс виявила, що в другій половині 1920-х років у Берліні євреям не дозволили продовжувати рухатися далі на захід Європи чи навіть аж до США, як вони спочатку планували; таким чином Берлін перетворився на світовий єврейський центр. Ця зміна не тільки посилила антисемітське невдоволення з боку прихильників правого крила, але й викликала захисну реакцію повністю інтегрованих, іноді навіть повністю асимільованих, «євреїв із Заходу».

## Утікачі, вигнанці та «переміщені особи» 1945–1949
Згідно з переписом населення 1950 року, близько 12,5 мільйонів біженців і вигнанців зі східних територій, раніше окупованих нацистським режимом, втекли після закінчення Другої світової війни до союзників [ за винятком Росії? ] зони окупації Німеччини та Берліна. 3 мільйони біженців прибули до Німеччини з Чехословаччини, 1,4 мільйона з Польщі, приблизно 300 000 з колишнього вільного міста Гданськ (Данциг), 300 000 з Югославії, 200 000 з Угорщини та 130 000 з Румунії. Довгожителі, особливо в селах, часто відмовлялися приймати цих біженців. У серпні 1952 року було прийнято Закон про вирівнювання тягарів, щоб компенсувати біженцям грошову компенсацію та втрату роботи. Правовий статус біженців і пізніх переселенців регулюється Федеральним законом про біженців і вигнанців (нім.: скорочена форма: Bundesvertriebenengesetz, BVFG; повністю Gesetz über die Angelegenheiten der Vertriebenen und Flüchtlinge ; дослівно: Закон про справи вигнанців і біженці) затримані[прояснити] 5 червня 1953 р.

Посвідчення особи переміщених осіб та біженців групи А, Б та С
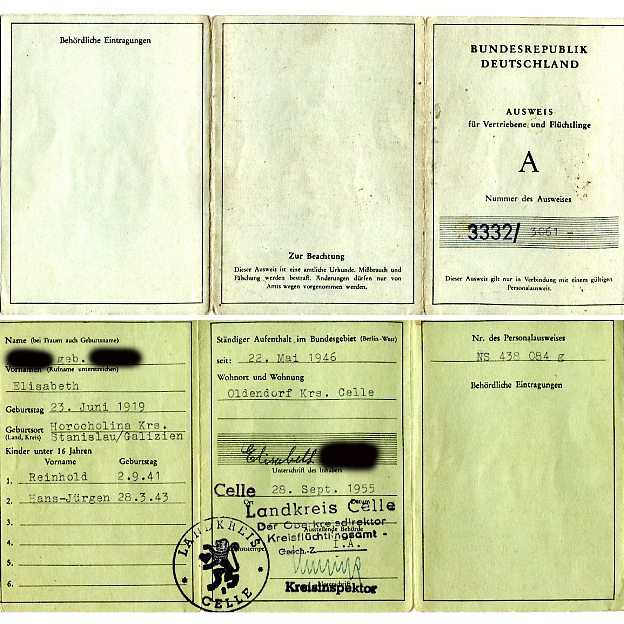
Посвідчення особи біженця A. Посвідчення особи A і B були для переміщених осіб і біженців з колишніх східних територій Німеччини.
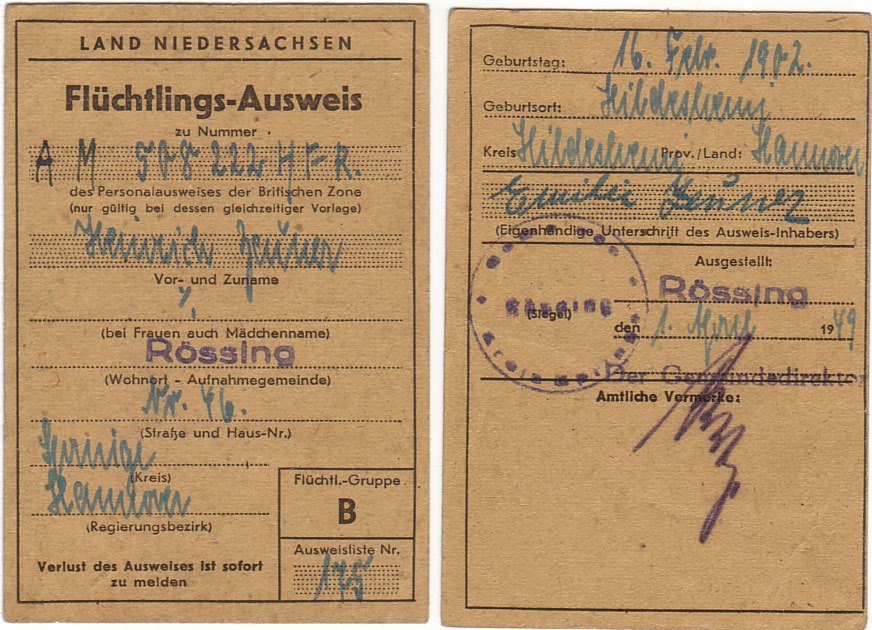
Посвідчення особи біженця Б
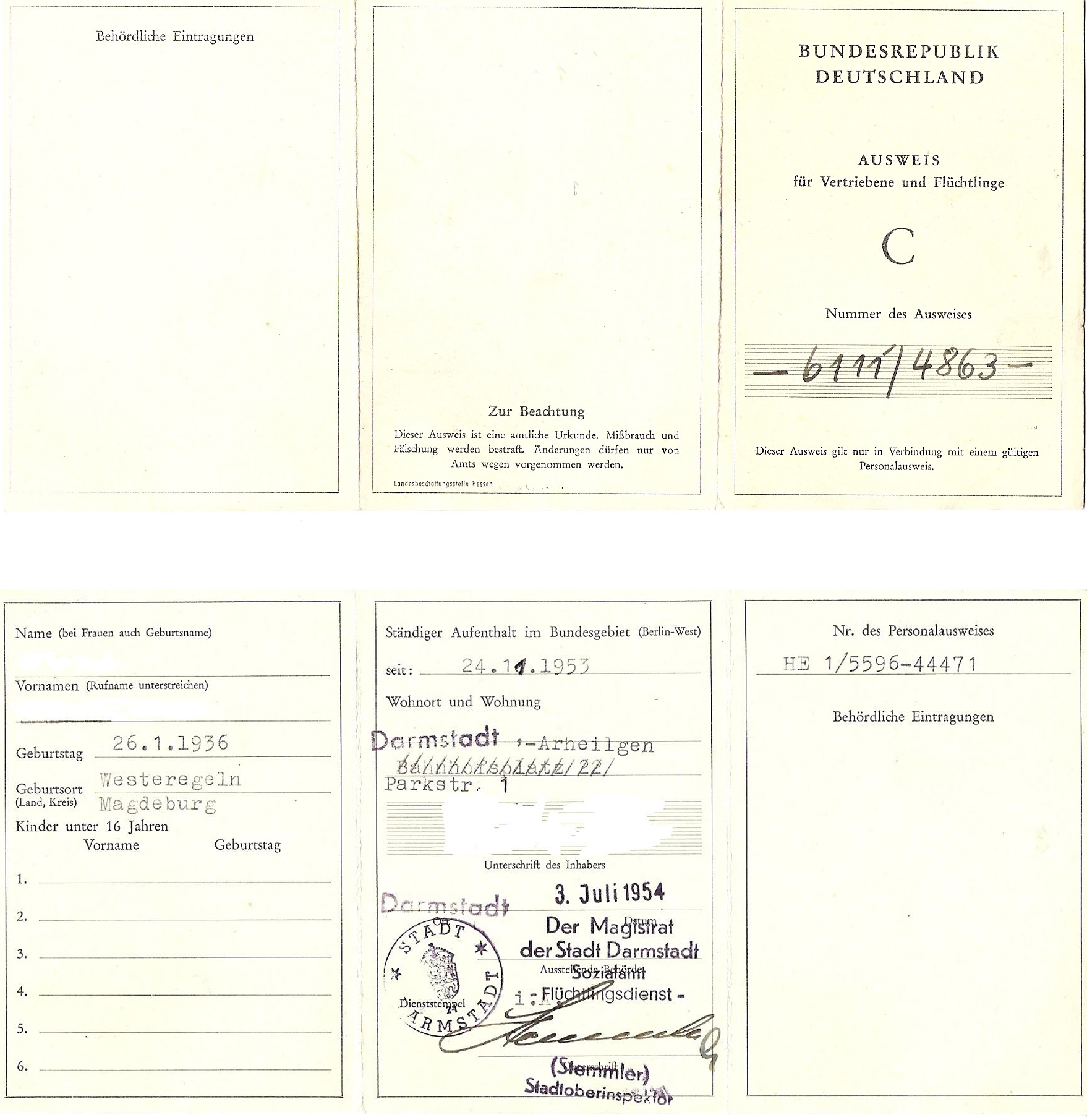
Посвідчення біженця C. Біженці радянської окупаційної зони (Sowjetzone) отримали посвідчення C.

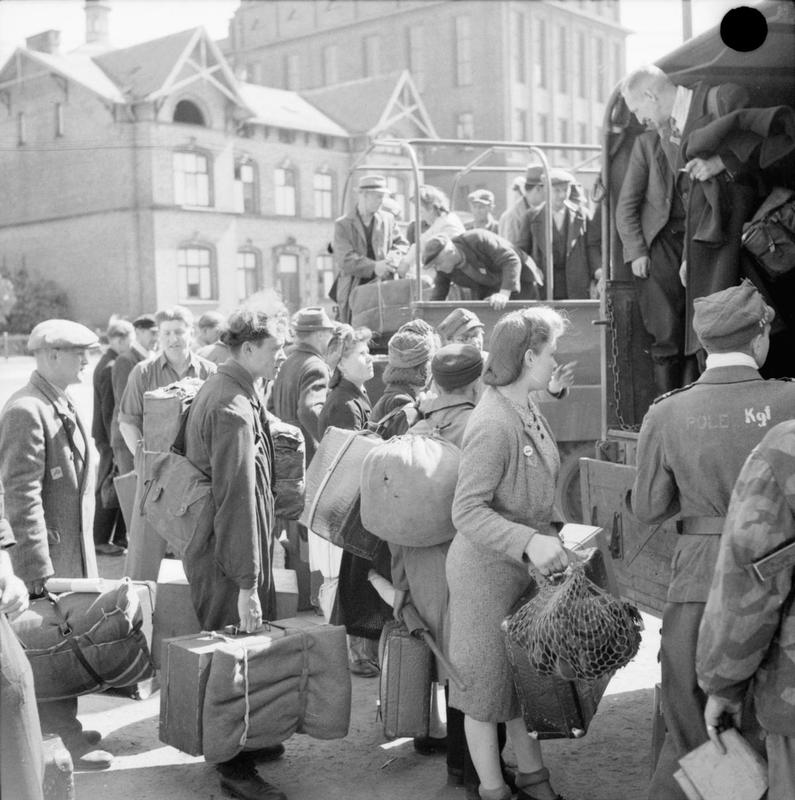
Переміщені особи та біженці в Німеччині

Так звані переміщені особи (DP) відіграли ключову роль в історії німецької політики щодо біженців пiсля 1945 року. Більшість з них були вивезені до Німеччини, переважно як примусові роботи, під час Другої світової війни. Звільнені військовополонені, східноєвропейці, які добровільно приїхали до Німеччини після початку війни, і люди, які втекли від радянської армії, розглядалися в рамках широкого визначення ДП. Переміщені особи повинні були, а також переважно хотіли, бути репатрійованими до країни свого походження. Поляки та прибалтійці, а також примусові робітники з районів Білорусі та України, які до війни жили на польській національній території, мали вибір або повернутися на батьківщину, емігрувати в іншу країну або залишитися в Німеччині.. По всій Східній Європі були встановлені сталінські диктатури ; тому багато переміщених осіб, особливо ті, кого підозрювали у співпраці з нацистськими окупантами, не залишали Німеччину: вони боялися суворих покарань у своїй країні походження. Наприклад, колишній латвійський генерал Рудольфс Бангерскіс, який пізніше став генералом Waffen-SS, помер у 1958 році в еміграції в Ольденбурзі. Переміщені особи називаються «безпритульними іноземцями» у федеральному законодавстві Німеччини, а їхнє правове становище базується на «Законі про правовий статус іноземців на федеральній території»» від 25 квітня 1951 р. аналогічно правовому становищу осіб зі статусом біженців.
Між 1945 і 1949 роками в «Ganghofersiedlung» у Регенсбурзі (колишній «Göring-Heim» (букв. Göring-asylum)) з ініціативи американців був побудований житловий масив для приблизно 5000 переміщених осіб з України  нацистів). Подібні маєтки також були побудовані в інших місцях Німеччини. За межами таборів чи маєтків майже не було контактів з німцями, за винятком досить поверхневих. У 1950 році Rheinische Post прокоментувала резолюцію «Polenlager» (польський табір) у Золінгені, який був окупований «ДП», зазначаючи, що «з польською економікою» нарешті буде кінець; потім вони зазначали, що «німецька чистота скоро знову запанує в зіпсованій території» замість «пост- війна на оці». Крім того, переміщені особи з України були непопулярні в багатьох місцях, оскільки вважалися привілейованими на відміну від труднощів, з якими стикалася Німеччина. Крім того, деякі з них були колишніми колабораціоністами нацистів і створили банди дрібних злочинців, контролюючи чорний ринок, який був важливим для постачання населення в той час.

## Біженці з НДР (Східної Німеччини) у ФРН
Понад 3,8 мільйона людей покинули НДР, багато з них нелегально та з високим ризиком, у період з 7 жовтня 1949 року по червень 1990 року, від її заснування до возз’єднання. Ця цифра включає 480 тис. громадян НДР, які покинули країну легально з 1962 року. Близько 400 000 з часом повернулися до НДР. Політика федерального уряду підтримувала помітну «культуру привітності» щодо біженців з НДР.

## Іноземні біженці у ФРН 1949–1990
На основі досвіду німецьких емігрантів, які, тікаючи від нацистів, потрапили в залежність від країни, яка прийняла їх як біженців, у 1948 році до Основного закону Федеративної Республіки (Grundgesetz) була додана нова стаття (стаття 16). –49 з таким текстом: «Особи, які переслідуються політично, мають право на притулок».  Федеративна Республіка Німеччина зобов’язана надати право на проживання особам, які переслідуються політично.
Другою правовою основою політики надання притулку Федеративної Республіки Німеччини є Женевська конвенція (офіційна назва Конвенція про статус біженців), яка була прийнята в 1951 році та набула чинності в 1954 році. Це встановлює глобальні мінімальні стандарти поводження з біженцями. Групу людей, на яку поширюється ця кщнвенція, називаються «конвенційні біженці».
У середньому з 1953 по 1979 рік було подано майже 8600 заяв про надання притулку на рік; середня кількість заявок зросла до понад 70 000 між 1980 і 1990 роками Основною причиною збільшення кількості шукачів притулку став військовий переворот у Туреччині у 1980 році. Це призвело до напливу тисяч турків і особливо курдів, які втекли до Федеративної Республіки Німеччина.
У 1794 році Комітет громадської безпеки заборонив еміграцію, а також запровадив загальну мобілізацію. Таким чином, багато громадян втекли з країни та вирушили в еміграцію, серед них і письменник Герман Айтель. У 1806 році Пруссія приєдналася до Рейнської конфедерації. Коли герцог Карл Герцог (пізніше король Карл I, імператор Святого Римського імперії) втік до Австрії в грудні 1805 року, Вільгельм IV здався французькому наполеонові і одержав значний кордонний регіон.

Залізна завіса з кінця 1950-х до кінця 1980-х років. Створено Вернесом Сеферовичем.

Під час холодної війни сотні тисяч людей тікали з країн Центральної та Східної Європи через «залізну завісу» на захід. Зокрема, після придушення Угорського повстання 1956 року, насильницького припинення «Празької весни» в Чехословаччині в 1968 році та руху Солідарності (Solidarność) у Польщі, політично вмотивований пошук притулку знову став масовим явищем. Біженцям надали притулок, особливо в країнах-членах Пакту НАТО, зокрема у Федеративній Республіці Німеччина.
Парадоксально, але лише після відкриття західних кордонів держав Варшавського договору мігранти з цих тепер уже посткомуністичних держав становили більшість шукачів притулку в Німеччині. У 1986 році близько 74,8% шукачів притулку все ще прибували з «третього світу»; але в 1993 році 72,1% походили з Європи, особливо зі східної, центральної та південно-східної Європи. Наприкінці 1978 року Федеративна Республіка Німеччина вирішила прийняти велику кількість біженців з Південного В’єтнаму. Цьому передувало інтенсивне висвітлення в ЗМІ становища так званих «людей-човнів». Щоб позбавити 40 тисяч постраждалих в’єтнамців, яких прийняла Федеративна Республіка Німеччина, від тривалої процедури подання заяв про надання притулку, була створена категорія «гуманітарних біженців».

## Біженці, прийняті з Німецької Демократичної Республіки
У роки розколу Німеччини політично переслідувані діячі втекли з Греції, Чилі, Анголи, Мозамбіку, Сальвадору та Нікарагуа до НДР. Однак там вони мали дуже мало контактів з німецьким населенням у повсякденному житті, оскільки майже не жили з ними, натомість їх розміщували в спеціальних гуртожитках. До 1962 року НДР прийняла понад 200 дезертирів зі складу сил НАТО : переважно солдатів США.

## Політика щодо біженців
У 1990-х роках, після розв’язання конфлікту між сходом і заходом, у Європі та світі виникло багато криз і війн. Наприклад, була війна в колишній Югославії та прикордонна суперечка між Ефіопією та Еритреєю, а також між Малі та Буркіна-Фасо. У Бурунді точилася громадянська війна, а також у Республіці Конго, Сенегалі та Зімбабве. До 1992 року кількість біженців зросла до 440 тис. Як наслідок, виникла хвиля підпалів будинків іноземців (у Хойерсверді, Росток-Ліхтенхагені, Мельні та Золінгені). Виборці стали охочіше приймати ультраправі політичні партії. Як реакція на цю кризу, політика надання притулку в Німеччині була створена шляхом введення в Grundgesetz статей, які стосуються цієї проблеми. Стаття 16а була змінена: особа, яка походить із «безпечної країни походження» або «безпечної третьої країни», більше не може вимагати політичного притулку через відчуття небезпеки. У 1993 році був прийнятий закон про надання пільг шукачам притулку. У ньому, серед іншого, говорилося, що іноземці, які від початку залежали від державної допомоги, мали отримувати нижчу суму, ніж німці та будь-які інші особи рівного статусу. Сума зменшилася майже на 40% і стала меншою, ніж сума допомоги по безробіттю (Arbeitslosengeld II ПОСИЛАННЯ). У 1997 році було укладено Дублінську конвенцію, за допомогою якої політика Німеччини щодо біженців була забезпечена відповідно до законодавства Європейського Співтовариства. Відтоді в сусідніх з Німеччиною країнах, точніше відомих як «безпечні треті країни», очікується  кількість шукачів притулку неухильно зменшувалася з приблизно 320 000 у 1993 році до 28 018 у 2008 році. Було вирішено, що шукачі притулку матимуть шанс на сприятливе рішення, лише якщо вони прибудуть повітрям. У рамках «Компромісу щодо надання притулку» тимчасові шукачі притулку, які приземлилися в Німеччині та все ще перебувають у транзитній зоні, підлягатимуть прискореній процедурі надання притулку. Згідно з правилами, рішення щодо їх звернення має бути прийнято протягом 2 днів; термін подачі заперечень лише 3 дні. Це означає, що кількість випадків зберігається на низькому рівні, що через директиву «2001/51 / ЄС, авіакомпанії» членам третіх країн (наприклад, громадянам країн, які не є членами ЄС) дозволяє  в’їзд до країни ЄС без дійсного проїзного документа вимагає сплати штрафу. З 2001 року в Європі цей штраф становить від 3000 до 5000 євро за пасажира, який подорожує нелегально.

## Єврейська міграція з 1990 року
Після 1990 року контингент єврейських біженців прибув з колишнього Радянського Союзу до Німеччини, сподіваючись досягти більш розвиненої якості життя, де єврейське населення, яке перебувало на тилі режиму націонал-соціалізму, мало (майже)  покаятися.[прояснити]

## Югославська війна (1991–1999)
Після війни в Югославії до 1995 року Німеччина прийняла 350 000 біженців з воюючих країн. Ця цифра охоплює 48% від загальної кількості мігрантів, які залишили колишню Югославію, які вирушили до Німеччини. З кількома випадками труднощів, більшість із них повернулися на батьківщину у 2003 році

## Політика надання притулку в умовах кризи біженців
У рамках європейської міграційної кризи 2015 року більше мільйона біженців отримали притулок у Німеччині у 2015 то 2016 роках 

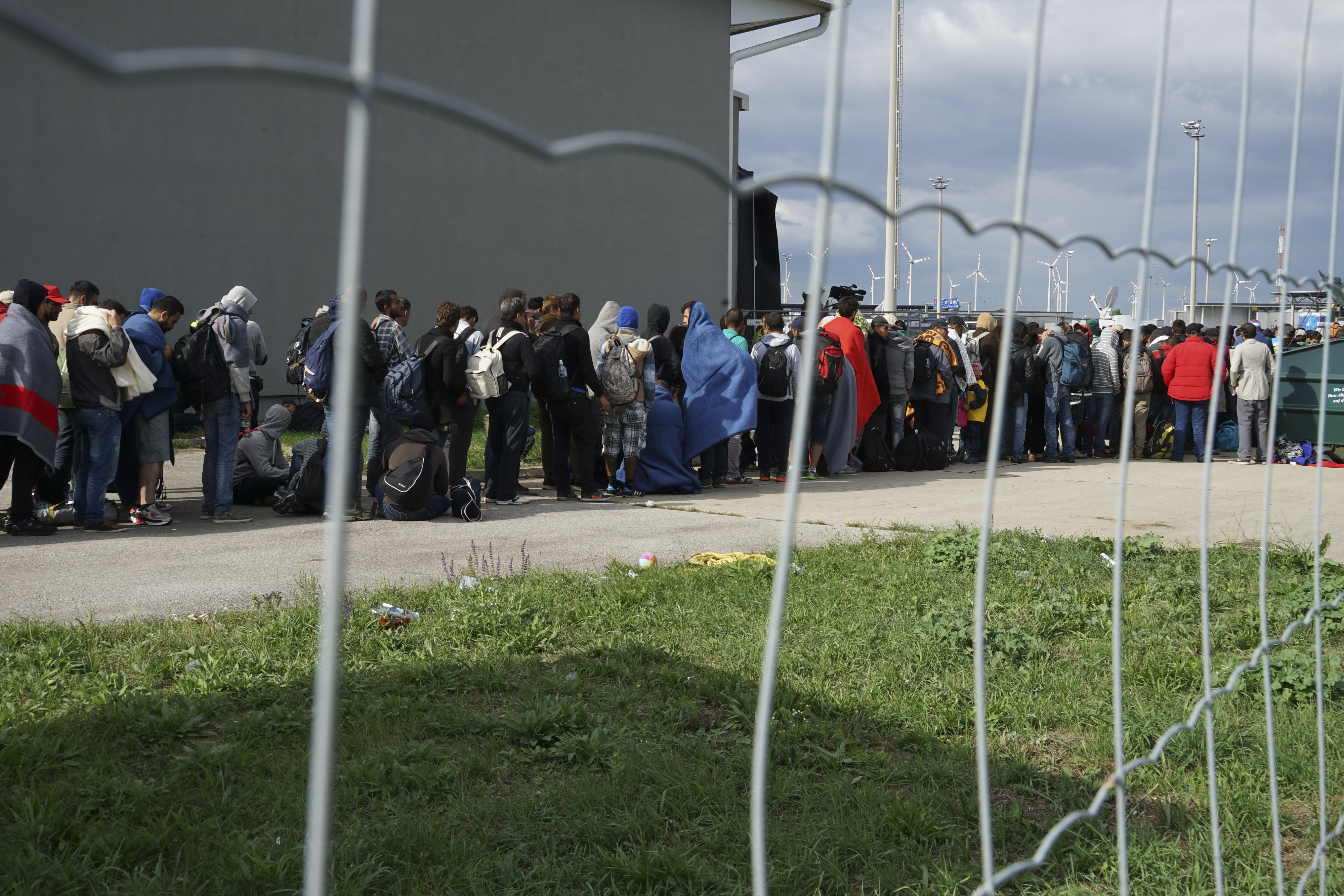
Черга сирійських біженців перетинає кордон Угорщини та Австрії на шляху до Німеччини, 6 вересня 2015 р.

У вересні 2015 року владі стало все важче розміщувати величезну кількість біженців, особливо стурбованих  державні реєстраційні установи (LEA). Це були притулки, куди розмістили біженців після того, як їх забрала федеральна поліція з вокзалу. Для того, щоб принаймні частково задовольнити потреби, відповідальні регіональні ради штатів відкрили тимчасові притулки в багатьох місцях: центри реєстрації, орієнтовані на попит (BEA). Кількість людей, які проживали в LEA та BEA, щодня змінювалася, і їх розміщували в цих реєстраційних установах максимум на три місяці. Наприклад, LEA у Карлсруе, який мав місткість 1000, прийняв 3500 осіб.

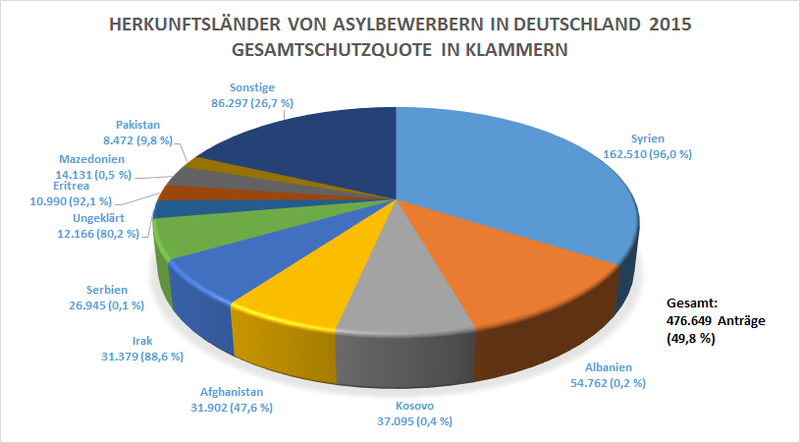
Країни, які звертаються за притулком у Німеччині в 2015 році

Виявилося, що швидко зареєструвати новоприбулих, а тим більше швидко відокремити біженців, які повинні були знайти притулок через Женевську конвенцію про біженців, від тих мігрантів, які не мають законного права залишатися в Німеччині, виявилося важко. Виявлення місцезнаходження нелегальних прибулих, а також швидка депортація тих, хто не мав права на проживання, також виявились складними. Понад усе, ця ситуація призвела до суперечливих загальнонаціональних дебатів щодо німецької політики щодо біженців. 17 лютого 2016 року, незадовго до саміту ЄС у Брюсселі 18–19 лютого, федеральний канцлер у своїй урядовій заяві заявила, що виступатиме за європейсько-турецьке вирішення проблеми біженців. Мета полягала в тому, щоб «помітно та стійко зменшити кількість біженців, тим самим допомагаючи людям, які дійсно потребують нашого захисту». Цієї мети мало бути досягнуто шляхом контролю за причинами пересування, захисту зовнішніх кордонів ЄС, зокрема кордону між Грецією та Туреччиною, а також організації організованого та контрольованого внутрішнього потоку біженців. Відтоді прибулі на австрійсько-німецький кордон реєструються та контролюються. Поступово запроваджується послідовна ідентифікація біженців.
У жовтні 2015 року законодавчий пакет із суттєвими поправками (Асилпакет I) був ухвалений. 3 лютого 2016 року федеральний кабінет ухвалив рішення про другий законодавчий пакет із більш суворими правилами (Азилпакет II). Це включало запровадження спеціальних реєстраційних засобів (BAE) для певних груп біженців за умови, що їхні запити про надання притулку будуть прийняті протягом трьох тижнів, включаючи положення про можливу апеляцію на рішення BAMF (Федерального відомства у справах міграції та біженців у Німеччині) у суді. Закон мав бути прийнятий урядом Німеччини в кінці лютого.

## Європейська політика щодо біженців та притулку
Починаючи з перспективи 2008 року, Федеральне агентство громадянської освіти розділило історію міграційної політики та політики надання притулку Європейських Співтовариств, а згодом і Європейського Союзу, на три етапи:
1. 1957–1990: узгоджена політика держав-учасниць
2. 1990–1999 рр.: міжурядове співробітництво
3. 1999– (станом на  2008): міграційна політика як справжнє спільне завдання[21]

## Дивись також
- Імміграція та злочинність у Німеччині[en]